# Алітування
Алітува́ння (від нім. alitieren — алітувати, від Al — алюміній) — дифузійне покриття сталевих і чавунних виробів алюмінієм для запобігання окисненню їх при високих температурах; різновид, а у багатьох випадках — синонім алюмінування.
Після алітування механічна міцність поверхневого шару дещо знижується. Тому алітування доцільно застосовувати для деталей, що працюють при високих температурах, але не піддаються значним силовим та ударним навантаженням, не працюють на знос. Алітовані деталі не придатні для зварювання.

## Призначення алітування
Алюміній, окиснюючись, утворює плівку, яка захищає вироби, що їх експлуатують при температурі до 1100 °C, а також напівфабрикати виробів під час термічної обробки, штампування або вальцювання від подальшого окиснення. Алітування підвищує жаростійкість, стійкість проти спрацювання (при температурах 600…800 °C) та корозійну стійкість в азотовмісному середовищі.

## Способи нанесення
Алітування провадять в твердому порошкоподібному (наприклад,50 % Al, 49 % Al2O3, 1 % NH4Cl), газовому, рідинному (розплав алюмінію чи його сплавів із залізом, нікелем, магнієм, кремнієм), електролітичному середовищах та фарбуванням деталей алюмінієвою фарбою з наступним дифузійним відпалом в захисному середовищі.
Спосіб газотермічного напилення порівняно з іншими має ряд переваг: простота технологічного процесу та обладнання, мобільність та універсальність обладнання, висока продуктивність та техніко-економічна ефективність. Може використовуватись в умовах ремонтних підприємств. Забезпечує жаростійкість оброблених деталей до 800…900°С, а в деяких випадках до 950…1200°С.
Інші, крім алітування, способи насичення поверхневого шару сталевих і чавунних виробів алюмінієм — плакування, вакуумна металізація, газополуменеве і плазмове напилення.

## Використання
Для алітування краще використовувати маловуглецеві сталі (наприклад марки 10, 20), тому що вміст вуглецю значно впливає на швидкість та глибину дифузії. Із цих же причин алітування деталей із чавуну вимагає попереднього відпалу з метою зневуглецевлення поверхневого шару.
Також алітуванню піддають деталі, виготовлені з легованих і жаростійких сталей та сплавів (наприклад, Х18Н9Т,4Х14Н14В2М та ін.), і хоча алітування проходить на невелику глибину, стійкість сталей підвищується, особливо при експлуатації в атмосфері сірководню.
Алітуванню піддають чавунні колосники, пароперегрівні труби, коробки і ящики для відпалу і цементації, захисні трубки термопар, електронагрівники тощо. Алітування використовують при виготовленні лопаток і сопел турбін, клапанів автомобільних двигунів та ін.
Термін служби деталей, виготовлених із вуглецевих сталей, після алітування зростає в десятки разів.